# Tatjana

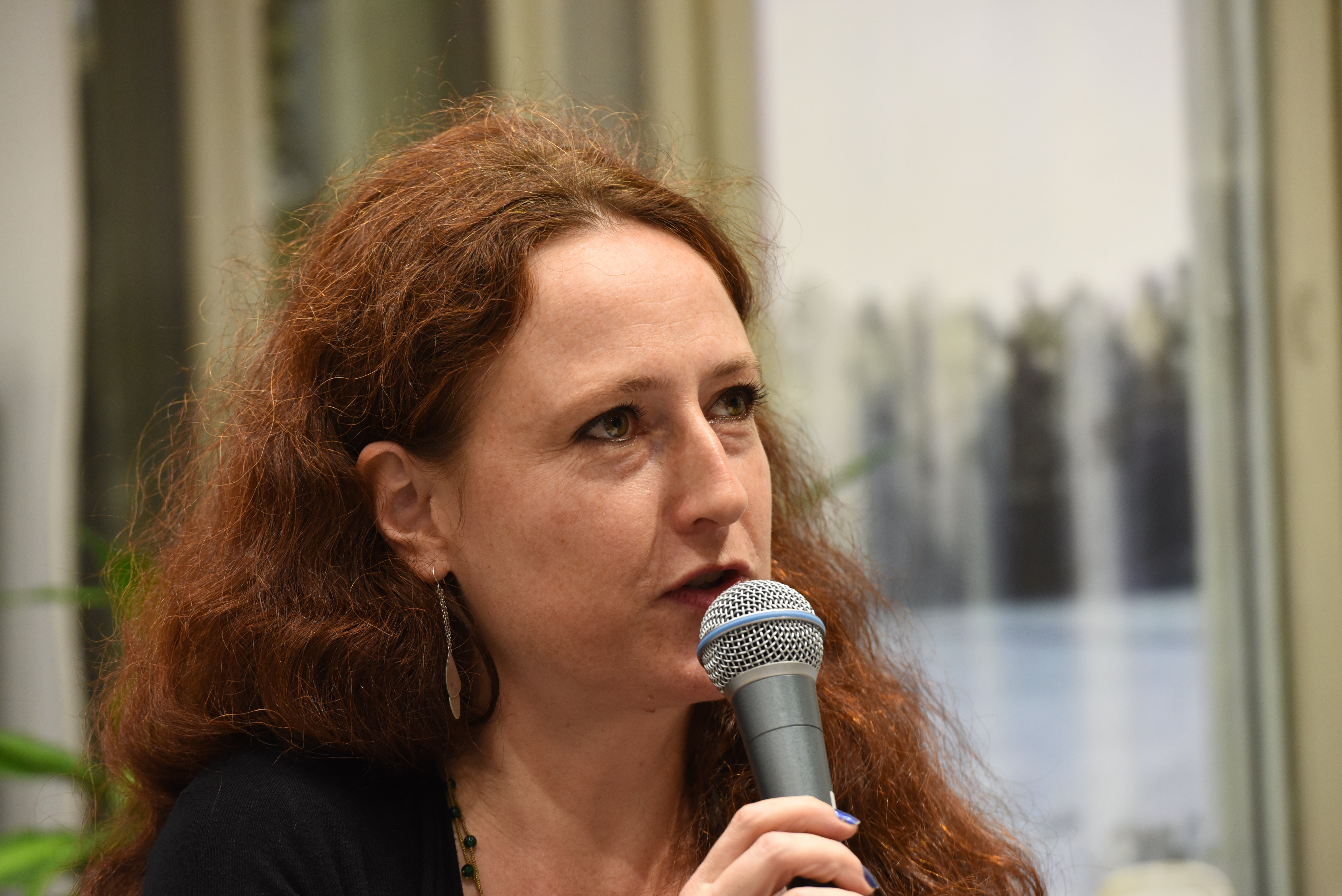
Tatjana Brandt, 2022.

Tatjana är ett kvinnonamn med ryskt ursprung (Татьяна). Tatjana kommer från det latinska kvinnonamnet Tatiana vilket, liksom motsvarande maskulina form Tatianus, tros vara avlett från ett romerskt familjenamn – Tatius (jämför Titus Tatius).
Tatjana var ett grekisk-ortodoxt helgon som dog martyrdöden år 225.
I Ryssland firas 25 januari som Tatjanas dag (Татьянин день), en särskild högtid för studenter.
Antal kvinnor med namnet i Sverige: 835.